# Бердичівська міська територіальна громада
Бердичівська міська територіальна громада — територіальна громада в Україні, в новоствореному Бердичівському районі Житомирської області, з адміністративним центром в місті Бердичів.

## Загальна інформація
Площа громади — 81,6 км², населення — 76 094 особи, з них: міське — 74 839 осіб, сільське — 1 255 осіб (2020 р.).

## Населені пункти
До складу громади увійшли м. Бердичів та села Підгороднє і Скраглівка.

## Старостинські округи
- Скраглівський (села Скраглівка, Підгородне)[1].

## Історія
Утворена відповідно до розпорядження Кабінету Міністрів України № 711-р від 12 червня 2020 року «Про визначення адміністративних центрів та затвердження територій територіальних громад Житомирської області» шляхом об'єднання Бердичівської міської та Скраглівської сільської рад ліквідованого Бердичівського району Житомирської області.